# Saint Kitts i Nevis na Mistrzostwach Świata w Lekkoatletyce 2022
Saint Kitts i Nevis na Mistrzostwach Świata w Lekkoatletyce 2022 – reprezentacja Saint Kitts i Nevis podczas mistrzostw świata w Eugene liczyła jedną zawodniczkę, która nie zdobyła medalu.

## Skład reprezentacji

### Kobiety
| Zawodniczka | Konkurencja   | Eliminacje | Eliminacje | Półfinał | Półfinał | Finał | Finał   | Źródło |
| Zawodniczka | Konkurencja   | Wynik      | Pozycja    | Wynik    | Pozycja  | Wynik | Pozycja | Źródło |
| ----------- | ------------- | ---------- | ---------- | -------- | -------- | ----- | ------- | ------ |
| Amya Clarke | bieg na 100 m | 11.98      | 44.        | NQ       | NQ       | NQ    | NQ      | [ 1 ]  |